# Milorad Korać
Milorad Korać (Požega, 10 de março de 1969) é um ex-futebolista profissional sérvio que atuava como goleiro.

## Carreira
Milorad Korać integrou a Seleção Iugoslava de Futebol na Eurocopa de 2000.